# Calvitero
Calvitero es un pico de la sierra de Béjar, sistema Central, en la península ibérica. Localizada en el oeste de España, constituye el pico más elevado de la provincia de Salamanca.con 2399 m s. n. m.

## Situación geográfica

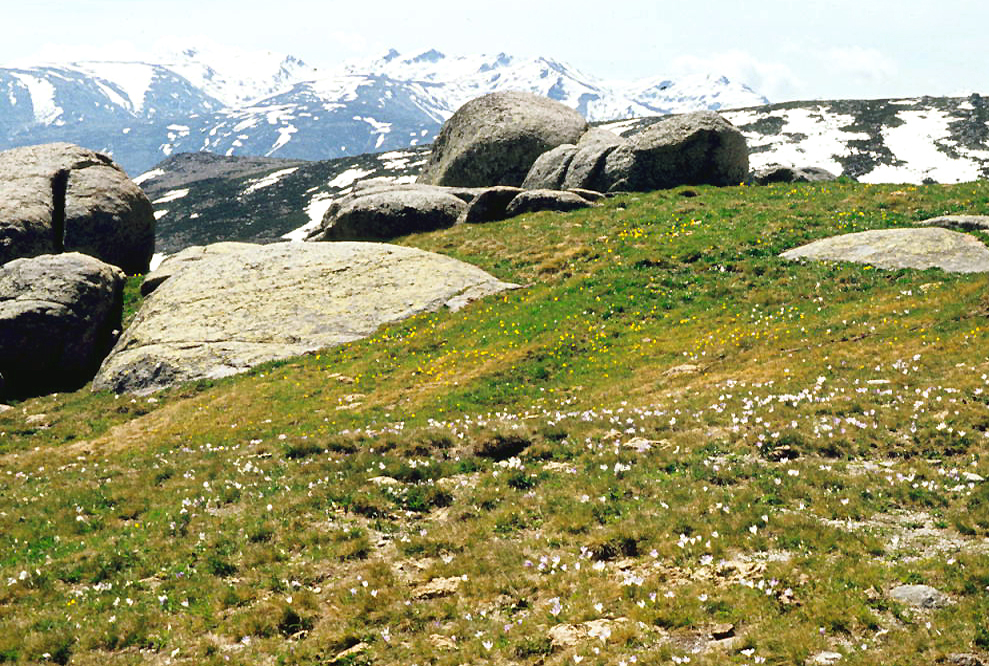
Pradera alpina con azafrán serrano en primer plano y jarritas detrás en la Cuerda del Calvitero; al fondo, la sierra de Gredos.

Está situado en el límite entre los municipios de Tornavacas (provincia de Cáceres) y Candelario (provincia de Salamanca), en la sierra de Béjar, perteneciente al sistema Central. Hacia el norte de este pico se dirige la Cuerda o Sierra del Calvitero, divisoria entre el citado Candelario y Solana de Ávila (provincia de Ávila).

## Geología
Está constituido por rocas graníticas elevadas por la orogenia alpina durante la era terciaria.

## Toponimia
Esta montaña a veces es conocida como «El Torreón», probablemente debido a que su vértice geodésico está situado sobre una estructura artificial de piedra a modo de torre. Sin embargo, la denominación oficial de la cumbre y del vértice geodésico es Calvitero, según el Instituto Geográfico Nacional (IGN).